# Mark IV (kampvogn)
Mark IV udviklet og benyttet under 1. verdenskrig. Mark IV var en videreudvikling af den første britiske kampvogn Mark I og blev taget i brug i 1917 (de mellemliggende versioner Mark II og III var træningskampvogne). I forhold til forgængeren havde Mark IV en række forbedringer af bl.a. pansringen og placeringen af brændstoftanken. Der blev bygget i alt 1.220 eksemplarer af Mark IV, hvilket gjorde Mark IV til den hyppigste britiske kampvogn under krigen. A de 1.220 eksemplarer var 420 "hanner" (bevæbnet med kanoner og maskingeværer), 595 "hunner" (bevæbnet med maskingeværer) og 205 ubevæbnede forsyningsvogne.
Mark IV blev anvendt første gang i sommeren 1917 under Slaget ved Messines. Den forblev i tjeneste under resten af krigen. Enkelte eksemplarer blev benyttet af andre nationer efterfølgende.